# Taranto (Burning Heads)
Albums de Burning Heads
Opposite split CD avec les Vulgaires Machins
Taranto est le septième album studio du groupe de skate punk mélodique français Burning Heads. Sorti en 2003, il tient son nom d'une ville industrielle de l'extrême sud de l'Italie, considérée par les membres du groupe (qui y sont passés brièvement lors d'une tournée européenne) comme un des paysages les plus tristes et les plus déprimant qu'ils aient jamais vus. Après leur expérimentation exclusivement reggae sur Opposite (2001), cet album revient au punk à roulettes pur, tout en affichant un côté plus pop.

## Composition du groupe
- Pierre : chant et guitare
- Eric : guitare et chœurs
- JYB : basse et chœurs
- Thomas : batterie et chœurs

## Liste des chansons de l'album
1. An 01 : 1:59
2. Globalize : 2:09
3. Sit & Watch - 3:07
4. Freak & Stars - 3:45
5. Bush à Bush - 0:42
6. Push Me - 3:17
7. Neon Skies - 2:36
8. The Club - 2:24
9. Happiness - 2:30
10. Pense-Bête - 3:16
11. Autopilot Off - 2:43
12. Good Bye - 2:33
13. Inner Conflict - 2:01
14. Hard Drive - 0:58
15. She Said - 2:24
16. Dedication - 2:40
17. Babylon's Burning (reprise de The Ruts) - 2:27

## En plus
Ce disque contient des samples du film L'An 01, de Jacques Doillon (1972), ainsi qu'une plage CD-Tom/multimédia sur laquelle figurent une visite guidée du studio du Pressoir, de Fred Norguet, à Tours, où a été enregistré l'album en novembre 2002, un lien vers leur site Internet, des images et photos prises en live, et 4 clips vidéos.